# Jaskinia Smytnia
Jaskinia Smytnia (Dziura Pod Przełęczą, Pod Przełączką, Studnia w Przełęczy, Dziura w Szczerbinie) – jaskinia w Dolinie Kościeliskiej w Tatrach Zachodnich. Wejście do niej znajduje się w Dolinie Smytniej, w pobliżu grani opadającej z Kominiarskiego Wierchu w stronę Raptawickiej Turni, na wysokości 1730 metrów n.p.m. Długość jaskini wynosi 12,5 metrów, a jej deniwelacja 5,5 metrów.

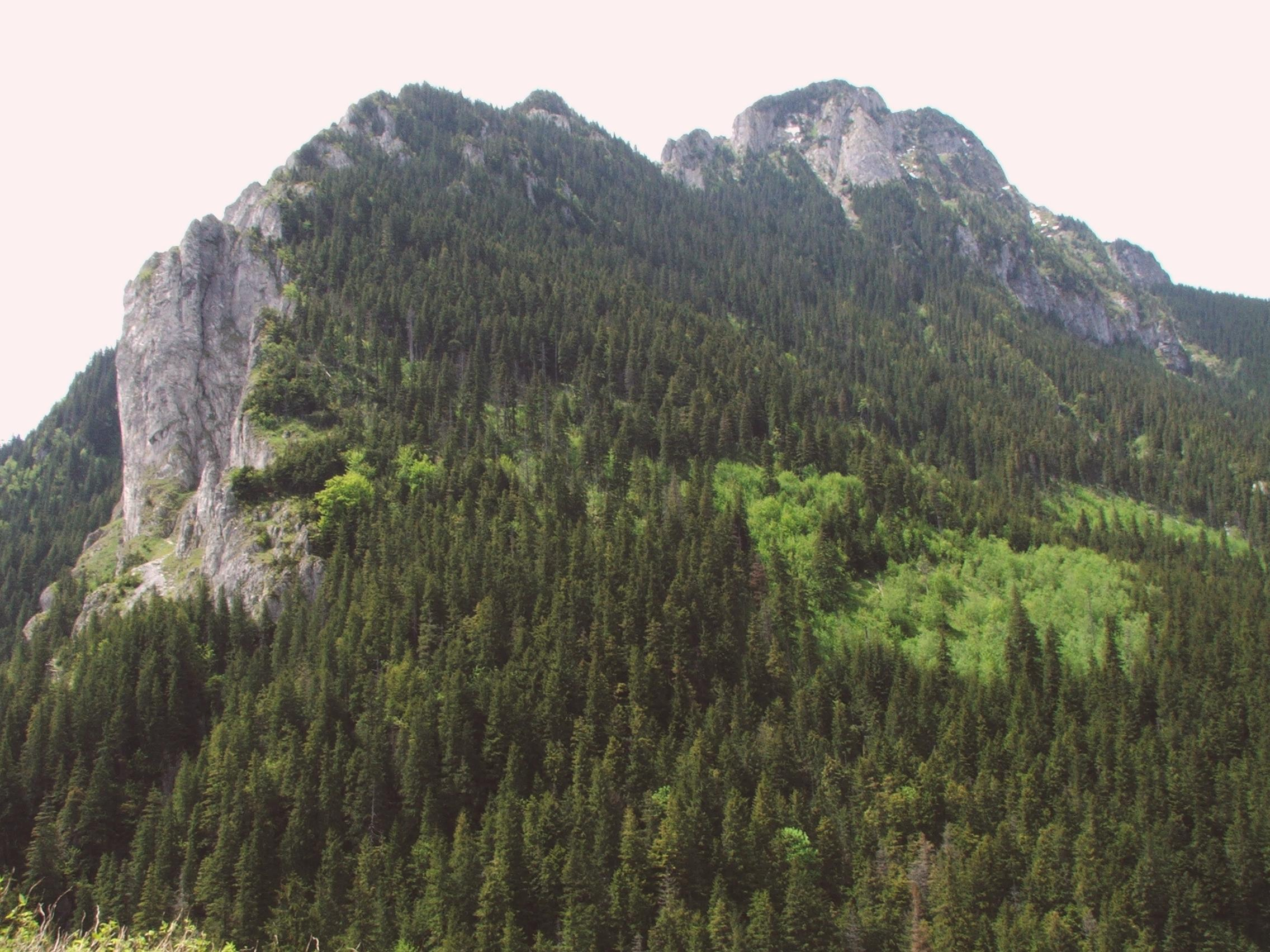
Raptawicka Grań opadająca z Kominiarskiego Wierchu

## Opis jaskini
Jaskinię stanowi szczelinowa studnia zaczynająca się w obszernym otworze wejściowym. Z jej dna będącego zawaliskiem odchodzi niewielki ciasny kominek.

## Przyroda
W jaskini brak jest nacieków. Flora i fauna nie była badana.

## Historia odkryć
Jaskinia była znana od dawna. Pierwszy jej opis i plan sporządził J. Grodzicki przy pomocy A. Bąka i J. Dmochowskiego w 1977 roku.